# Bom Jardim (Marechal Cândido Rondon)
Bom Jardim é um distrito do município brasileiro de Marechal Cândido Rondon, no estado do Paraná.